# Oriëntjuffers (geslacht)
De oriëntjuffers (Epallage) vormen een geslacht van libellen (Odonata) uit de familie van de oriëntjuffers (Euphaeidae).

## Soorten
Epallage omvat 1 soort:
- Epallage fatime (Charpentier, 1840) – Oriëntjuffer